# Persoonia cornifolia
Espèce
Classification phylogénétique
Persoonia cornifolia est une espèce de plantes à fleurs de la famille des Proteaceae. C'est un buisson endémique du Queensland, dans l'est de l'Australie.